# Паул Кевенхюлер
Паул Кевенхюлер (на немски: Paul Khevenhüller; * ок. 1593, Вернберг, Каринтия; † 9 декември 1655, Стокхолм) е фрайхер от род Кевенхюлер.

## Живот
Той е син на фрайхер Зигизмунд V Кевенхюлер цу Вернберг (1558 – 1594) и съпругата му Регина фон Танхаузен (1569 – 1624), дъщеря на Паул фон Танхаузен и Амалия фон Дагсберг. Внук е на фрайхер Георг III Кевенхюлер-Ландскрон (1534 – 1587) и Сибила Вайтмозер (1538 – 1564). Майка му Регина фон Танхаузен се омъжва втори път на 4 февруари 1596 г. в Клагенфурт за имперски граф Бартоломеус Кевенхюлер (1539 – 1613). Полубрат е на Йохан Кевенхюлер (1597 – 1632, убит в битка в Нюрнберг).
Дядо му Георг Кевенхюлер построява между 1570 и 1575 г. дворец Вернберг.
Паул Кевенхюлер е австрийски протестант. Той продава през 1630 г. двореца и господството Вернберг на граф Вагенсперг и през началото на Тридесетгодишната война (1618 – 1648) заминава с фамилията си в лутеранска Швеция. Шведският крал дава на фамилията сградата на бивш манастир за жилище. Паул Кевенхюлер започва шведска служба и затова императорът конфискува неговите бивши собствености.
Паул Кевенхюлер умира на ок. 62 години на 9 декември 1655 г. в Стокхолм.

## Фамилия
Паул Кевенхюлер се жени 1619 г. в Клагенфурт за Регина Катарина фон Виндиш-Грец (* 27 септември 1597; † 1644, погребана в Кестеракер до Юлита, Швеция), дъщеря на граф Андреас II фон Виндиш-Грец (1567 – 1600) и фрайин Регина фон Дитрихщайн-Финкенщайн (1567 – 1618). Те имат 13 деца:
- Анна Регина Кевенхюлер (* ок. 1620, Вилах; † 24 юни 1666, Алвеста), наследничка на Фагелста
- Георг Кристоф фон Кевенхюлер (* ок. 1621; † 24 Феб 1645, Жанкау в битка)
- Бернхард Кевенхюлер (* ок. 1623; † 1660, Виена)
- Андреас Кевенхюлер (* ок. 1625; † 1648, Бремерфьорде в битка)
- Йохан Зигизмунд Кевенхюлер (* ок. 1626; † 1631, Нюрнберг)
- Паул Кевенхюлер (* 1 ноември 1627, Клагенфурт; † 25 август 1658, Копенхаген)
- Елизабет Кевенхюлер (1629 – 1695), омъжена за Фабиан фон Розен (погребан на 21 февруари 1679 в Рига)
- Августинус Кевенхюлер (* 1630, Нюрнберг; † 3 август 1653, Женева, прободен)
- Бартхоломеус Кевенхюлер (* 1631; † 23 август 1662, Нюрнберг)
- Амалия Кевенхюлер (* 19 май 1632; † 26 октомври 1661), омъжена на 26 септември 1659 г. за Георг Августин цу Щубенберг (* 1628; † октомври 1691, Зулцбах)
- Катарина Кевенхюлер (* ок. 1635), омъжена на 25 януари 1654 г. за Адам фон Вайер († 14 октомври 1676)
- Йохана Якобина Кевенхюлер (* ок. 1637), омъжена на 31 юли 1653 г. в Стокхолм за барон Ото Менгедес фон Менгден (1600 – 1681)
- Кристина Кхевенхüллер (* декември 1639; † 19 юли 1658, Юлита)

## Галерия
- Релеф на дядо му Георг Кевенхюлер, 1572
- Дядо му Георг Кевенхюлер с двете му съпруги на северния портал на дворец Вернберг